# Rene Gagnon
René Arthur Gagnon (7 de marzo de 1925 – 12 de octubre de 1979) fue uno de los cinco marines- el sexto hombre era un sanitario de la Armada estadounidense - que se hicieron famosos al ser captados en la fotografía Alzando la bandera en Iwo Jima, durante la Segunda Guerra Mundial.

## Biografía
Gagnon nació en Nuevo Hampshire y fue reclutado por la Marina en 1943. Gagnon desembarcó en Iwo Jima el 19 de febrero de 1945 como parte a la invasión a la isla. Cuatro días después, el 23 de febrero subió junto con cinco compañeros a lo alto del Monte Suribachi para colocar una segunda bandera de los Estados Unidos, evento que fue plasmado en una fotografía tomada por Joe Rosenthal, un corresponsal de guerra de la Associated Press.
Después de la publicación de la fotografía el Presidente Franklin D. Roosevelt ordenó que los sobrevivientes a la batalla que habían aparecido en la fotografía regresaran al país con la finalidad de patrocinar una colecta de bonos de guerra.
Gagnon, quiso beneficiarse y recibir algo a cambio, incluso participó en una película. Durante su última entrevista, en 1953, Gagnon se lamentó:

«Durante los días de mayor fama muchos políticos se arrimaron a mí mientras me prometían grandes cosas. Todo eso se evaporó en poco tiempo. Los políticos desaparecieron y yo volví a Manchester, donde soy toda una celebridad. Cuando me presentan a alguien siempre me preguntan si soy yo el tipo de la foto, y después añaden que no pueden creer que tenga el trabajo que tengo, ‘deberías tener un buen trabajo y un montón de dinero’, dicen».

Gagnon falleció el 12 de octubre de 1979 con el sentimiento de haber sido estafado por el gobierno.